# کورادو اولمی
کورادو اولمی (ایتالیایی: Corrado Olmi؛ زادهٔ ۲۴ اکتبر ۱۹۲۶) بازیگر اهل ایتالیا است. 
از فیلم‌هایی که وی در آن نقش داشته است، می‌توان به بگذار خودمان را مسلح کنیم و شما به جبهه بروید!، دکامروتیکوس، در آخرین لحظه، برده نازنینم، وای خدا، فرشته مقرب، ساتیریکون، اسکی مارپیچ، شام، چهار مگس روی مخمل خاکستری، ریمینی ریمینی - یک سال بعد، پری‌ها و رسوایی در خانواده اشاره کرد. 
اولمی در سال ۱۹۹۹ برنده روبان نقره‌ای بهترین بازیگر نقش مکمل مرد شده است.